# Ксантория
Ксанто́рия (лат. Xanthoria) — род лишайников семейства Телосхистовые.

## Синонимы
- Blasteniospora Trevis., 1853
- Blasteniospora sect. Xanthoria (Fr.) M. Choisy, 1959, nom. inval.
- Diblastia Trevis., 1857
- Dufouria Trevis., 1861
- Parmelia subdivF. Xanthoria Fr., 1825basionym
- Parmocarpus Trevis., 1861
- Xanthoriomyces E.A. Thomas ex Cif. et Tomas., 1953

## Описание
Слоевище листоватое, состоит из одной или нескольких приподнимающихся или прижатых к субстрату листовидных пластинок и чешуек, с чаще желтоватой или красновато-оранжевой верхней поверхностью, от гидроксида калия становящейся ярко-красной. Нижняя поверхность покрыта короткими ризоидами, светло-коричневого или беловатого цвета.
Характерный цвет придаёт лишайнику париетин, который в виде кристаллов покрывает верхний коровой слой. Нижний бесцветный или с немногочисленными париетиновыми кристаллами.
Эпитеций желтоватый, от KOH становится ярко-красным. Теций и гипотеций бесцветные.
Споры бесцветные, эллиптические. Конидии прямые, удлинённо-эллиптические, короткие.
Фотобионт — зелёная водоросль из рода Trebouxia.

### Химический состав
Характеризуется наличием хемосиндрома A, т.е. преобладает париетин, присутствуют в виде небольшой примеси телосхистин, фаллацинал, париетиновая кислота и эмодин.

## Среда обитания и распространение
Широко распространён в Северном полушарии, но предполагается, что наиболее распространенный вид Xanthoria parietina был занесён человеком в Южное полушарие. Очевидным центром разнообразия Ксантории является Средиземноморский регион, где встречаются все виды, а некоторые из них являются эндемиками этого региона.

## Виды
Согласно базе данных Catalogue of Life на сентябрь 2024 года род включает следующие виды:
- Xanthoria aureola (Ach.) Erichsen
- Xanthoria calcicola Oxner, 1937 — Ксантория известняковая
- Xanthoria coomae S.Y. Kondr. et Kärnefelt, 2007
- Xanthoria ectaneoides (Nyl.) Zahlbr., 1931
- Xanthoria elegans (Link) Th. Fr., 1860 — Ксантория элегантная
- Xanthoria hypogymnioides S.Y. Kondr. et Kärnefelt, 2007
- Xanthoria ibizaensis S.Y. Kondr. et A.S. Kondr., 2020
- Xanthoria juniperina S.Y. Kondr., 2013
- Xanthoria kangarooensis S.Y. Kondr. et Kärnefelt, 2009
- Xanthoria lapalmaensis Schumm et S.Y. Kondr., 2017
- Xanthoria muscicola (Savicz) Vězda, 1970
- Xanthoria parietina (L.) Th. Fr., 1860 — Ксантория настенная
- Xanthoria polessica S.Y. Kondr. et Yatsyna, 2013
- Xanthoria rutilans (Ach.) S.Y. Kondr., 2002
- Xanthoria schummii S.Y. Kondr., 2017
- Xanthoria splendidula (Zahlbr.) Makryĭ, 2007
- Xanthoria ulophyllodes Räsänen, 1931
- Xanthoria whinrayi S.Y. Kondr. et Kärnefelt, 2007
- Xanthoria yorkensis S.Y. Kondr. et Kärnefelt, 2009

## Охранный статус
В России вид Xanthoria calcicola занесён в Красную книгу Липецкой области, вид Xanthoria elegans занесён в Красную книгу Самарской области.